# Clifton (Northumberland)
Clifton – osada w Anglii, w hrabstwie Northumberland. Leży 19 km na północ od miasta Newcastle upon Tyne i 416 km na północ od Londynu.